# Боштјан Нахбар
Боштјан Нахбар (словен. Boštjan Nachbar; Словењ Градец, 3. јул 1980) је бивши словеначки кошаркаш. Играо је на позицијама крила и крилног центра.

## Клупска каријера

### Европа
Нахбар је професионалну каријеру започео у Олимпији из Љубљане. Са њима је дебитовао у најјачем клупском такмичењу Евролиги. Након тога је провео по једну сезону у екипама Марибора и Пивоварне Лашко. Године 2000. је потписао за италијански Бенетон из Тревиза. У дресу Бенетона је у првој сезони у Евролиги просечно по утакмици убацивао 4,9 поена. Следеће сезоне помогао је Бенетону стићи до полуфинала Евролиге, те је значајно поправио своју статистику на просечних 13 поена и 4 скока. У утакмици сезоне против Сласк Вроцлава убацио је 28 поена, од чега 6 тројки. Исте године са Бенетоном је освојио италијанско првенство и Суперкуп.

### НБА
Одабран је као 15. пик НБА драфта 2002. од стране Хјустон Рокетса. У Рокетсима је провео три сезоне, али уз малу минутажу. Године 2004. долази у Њу Орлеанс Хорнетсе, и са њима је играо до фебруара 2006. када је мењан у Њу Џерзи Нетсе, где је играо до краја сезоне 2007/08. У последњој сезони у дресу Нетса имао је најбоље просеке у НБА каријери: 9,8 поена уз 3,5 скокова по утакмици. У НБА лиги је имао просек од 7,1 коша те 2,6 скокова у одиграних 17,8 минута по утакмици.

### Повратак у Европу
У јулу 2008. потписао је трогодишњи уговор са московским Динамом за износ од 9.000,000 евра, и тако постао један од најплаћенијих играча у европској кошарци. Уговор са Динамом гарантовао му је да се у Америку може вратити након две одрађене године.
Нахбар је у дресу московског клуба имао статистику од 16,1 поена, 4,8 скокова и 2,2 асистенције по утакмици у Еврокупу. Оваква статистика била му је довољна да буде изабран у најбољу петорку Еврокупа. Нахбар је на крају сезоне напустио Динамо због финансијских проблема, јер се клуб почетком сезоне разбацивао новцем довођењем скупих појачања.
У јулу 2009. потписао је са Ефес Пилсеном двогодишњи уговор са могућношћу да већ након једне сезоне проведене у Истанбулу може напустити клуб уколико дође добра понуда. У својој првој Евролигашкој сезони са њима, имао је просечно 6,7 поена и 1,9 скокова. У другој сезони поправио је статистику у Евролиги, постизавши просечно 8,3 поена и 2,8 скока. У јуну 2011. Ефес је објавио да Нахбар напушта тим.
Сезону 2011/12. је почео са повредом чланка. Иако се спекулисало да би могао да се врати у неки НБА тим, Нахбар је у јануару 2012. потписао уговор са екипом УНИКС-а из Казања. Међутим није успео да се снађе па је имао просечно тек 3,1 поен у руској лиги.
У јулу 2012. је потписао уговор са екипом Брозе Баскетс Бамберга. Имао је добру сезону, водивши свој тим до ТОП 16 фазе Евролиге а био је други стрелац Евролиге са просечно 16,1 поеном по мечу. Такође је помогао свом тиму да освоји немачко првенство, победивши у финалу доигравања Олденбург.
У јулу 2013, је потписао двогодишњи уговор са Барселоном. Са Барселоном је у сезони 2013/14. освојио АЦБ лигу.
У августу 2015. потписао је за Севиљу и њене боје је бранио наредне две сезоне.
Дана 14. маја 2018. године објавио је да завршава професионалну играчку каријеру.

## Репрезентација
Нахбар је био дугогодишњи репрезентацивац Словеније и са њима је играо на два Светска (2006, 2010) и четири Европска првенства (2003, 2005, 2009, 2013).

## Успеси

### Клупски
- Олимпија Љубљана:
  - Првенство Словеније (1): 1997/98.
- Бенетон Тревизо:
  - Суперкуп Италије (1): 2001.
- Ефес Пилсен:
  - Суперкуп Турске (2): 2009, 2010.
- Брозе Бамберг:
  - Првенство Немачке (1): 2012/13.
  - Суперкуп Немачке (1): 2012.
- Барселона:
  - Првенство Шпаније (1): 2013/14.

### Репрезентативни
- Европско првенство до 20 година:  2000.

### Појединачни
- Идеални тим Еврокупа — прва постава (1): 2008/09.